# BAFTA (премия, 2003)
56-я церемония вручения наград премии BAFTA

23 февраля 2003
Лучший фильм: 

Пианист 

The Pianist
Лучший британский фильм: 

Воин 

The Warrior
Лучший неанглоязычный фильм: 

Поговори с ней 

Hable con ella
< 55-я Церемонии вручения 57-я >
56-я церемония вручения наград премии BAFTA, учреждённой Британской академией кино и телевизионных искусств, за заслуги в области кинематографа за 2002 год состоялась в Лондоне 23 февраля 2003 года.
Приз зрительских симпатий — Audience Award: Orange Film of the Year — достался фильму режиссёра Питера Джексона «Властелин колец: Две крепости», также представленному ещё в десяти номинациях и победившему в двух из них.

## Полный список победителей и номинантов
| Победители выделены отдельным цветом. |

### Основные категории
| Категории                         | Победитель и номинанты                                                         |
| --------------------------------- | ------------------------------------------------------------------------------ |
| Лучший фильм                      | • «Пианист» — Роман Полански, Роберт Бенмусса, Ален Сард                       |
| Лучший фильм                      | • «Банды Нью-Йорка» — Альберто Гримальди, Харви Вайнштайн                      |
| Лучший фильм                      | • «Властелин колец: Две крепости» — Питер Джексон, Барри Осборн, Фрэн Уолш     |
| Лучший фильм                      | • «Часы» — Скотт Рудин, Роберт Фокс                                            |
| Лучший фильм                      | • «Чикаго» — Мартин Ричардс                                                    |
| Лучший британский фильм           | • «Воин» — Бертран Февр, Азиф Кападиа                                          |
| Лучший британский фильм           | • «Грязные прелести» — Трейси Сиворд, Роберт Джоунс, Стивен Фрирз              |
| Лучший британский фильм           | • «Играй, как Бекхэм» — Гуриндер Чадха, Дипак Наяр                             |
| Лучший британский фильм           | • «Сёстры Магдалины» — Фрэнсис Хигсон, Питер Маллан                            |
| Лучший британский фильм           | • «Часы» — Скотт Рудин, Роберт Фокс, Стивен Долдри                             |
| Лучший неанглоязычный фильм       | • «Поговори с ней» (режиссёр — Педро Альмодовар; страна — Испания)             |
| Лучший неанглоязычный фильм       | • «Воин» (режиссёр — Азиф Кападиа; страна — Франция, Германия, Великобритания) |
| Лучший неанглоязычный фильм       | • «Город Бога» (режиссёр — Фернанду Мейреллиш; страна — Бразилия)              |
| Лучший неанглоязычный фильм       | • «Девдас» (режиссёр — Санджай Лила Бхансали; страна — Индия)                  |
| Лучший неанглоязычный фильм       | • «И твою маму тоже» (режиссёр — Альфонсо Куарон; страна — Мексика)            |
| Лучшая режиссёрская работа        | • Роман Полански — «Пианист»                                                   |
| Лучшая режиссёрская работа        | • Стивен Долдри — «Часы»                                                       |
| Лучшая режиссёрская работа        | • Роб Маршалл — «Чикаго»                                                       |
| Лучшая режиссёрская работа        | • Мартин Скорсезе — «Банды Нью-Йорка»                                          |
| Лучшая режиссёрская работа        | • Питер Джексон — «Властелин колец: Две крепости»                              |
| Лучшая мужская роль               | • Дэниел Дэй-Льюис — «Банды Нью-Йорка»                                         |
| Лучшая мужская роль               | • Джек Николсон — «О Шмидте»                                                   |
| Лучшая мужская роль               | • Николас Кейдж — «Адаптация»                                                  |
| Лучшая мужская роль               | • Эдриен Броуди — «Пианист»                                                    |
| Лучшая мужская роль               | • Майкл Кейн — «Тихий американец»                                              |
| Лучшая женская роль               | • Николь Кидман — «Часы»                                                       |
| Лучшая женская роль               | • Сальма Хайек — «Фрида»                                                       |
| Лучшая женская роль               | • Хэлли Берри — «Бал монстров»                                                 |
| Лучшая женская роль               | • Мерил Стрип — «Часы»                                                         |
| Лучшая женская роль               | • Рене Зеллвегер — «Чикаго»                                                    |
| Лучшая мужская роль второго плана | • Кристофер Уокен — «Поймай меня, если сможешь»                                |
| Лучшая мужская роль второго плана | • Эд Харрис — «Часы»                                                           |
| Лучшая мужская роль второго плана | • Альфред Молина — «Фрида»                                                     |
| Лучшая мужская роль второго плана | • Крис Купер — «Адаптация»                                                     |
| Лучшая мужская роль второго плана | • Пол Ньюман — «Проклятый путь»                                                |
| Лучшая женская роль второго плана | • Кэтрин Зета-Джонс — «Чикаго»                                                 |
| Лучшая женская роль второго плана | • Джулианна Мур — «Часы»                                                       |
| Лучшая женская роль второго плана | • Тони Коллетт — «Мой мальчик»                                                 |
| Лучшая женская роль второго плана | • Мерил Стрип — «Адаптация»                                                    |
| Лучшая женская роль второго плана | • Куин Латифа — «Чикаго»                                                       |
| Лучший адаптированный сценарий    | • «Адаптация» — Чарли Кауфман, Дональд Кауфман                                 |
| Лучший адаптированный сценарий    | • «Часы» — Дэвид Хэйр                                                          |
| Лучший адаптированный сценарий    | • «Пианист» — Рональд Харвуд                                                   |
| Лучший адаптированный сценарий    | • «Мой мальчик» — Питер Хеджес, Крис Вайц, Пол Вайц                            |
| Лучший адаптированный сценарий    | • «Поймай меня, если сможешь» — Джефф Натансон                                 |
| Лучший оригинальный сценарий      | • «Поговори с ней» — Педро Альмодовар                                          |
| Лучший оригинальный сценарий      | • «Грязные прелести» — Стивен Найт                                             |
| Лучший оригинальный сценарий      | • «Сёстры Магдалины» — Питер Маллан                                            |
| Лучший оригинальный сценарий      | • «И твою маму тоже» — Альфонсо Куарон, Карлос Куарон                          |
| Лучший оригинальный сценарий      | • «Банды Нью-Йорка» — Джей Кокс, Стивен Заиллян, Кеннет Лонерган               |

### Другие категории
| Категории                                                                                | Победитель и номинанты                                                                               |
| ---------------------------------------------------------------------------------------- | --- |
| Лучшая музыка к фильму                                                                   | • «Часы» — Филип Гласс                                                                               |
| Лучшая музыка к фильму                                                                   | • «Банды Нью-Йорка» — Говард Шор                                                                     |
| Лучшая музыка к фильму                                                                   | • «Пианист» — Войцех Киляр                                                                           |
| Лучшая музыка к фильму                                                                   | • «Поймай меня, если сможешь» — Джон Уильямс                                                         |
| Лучшая музыка к фильму                                                                   | • «Чикаго» — Дэнни Эльфман, Джон Кандер, Фред Эбб                                                    |
| Лучшая операторская работа                                                               | • «Проклятый путь» — Конрад Холл                                                                     |
| Лучшая операторская работа                                                               | • «Банды Нью-Йорка» — Михаэль Балльхаус                                                              |
| Лучшая операторская работа                                                               | • «Властелин колец: Две крепости» — Эндрю Лесни                                                      |
| Лучшая операторская работа                                                               | • «Пианист» — Павел Эдельман                                                                         |
| Лучшая операторская работа                                                               | • «Чикаго» — Дион Биби                                                                               |
| Лучшие визуальные эффекты                                                                | • «Властелин колец: Две крепости» — Джо Леттери, Алекс Функе, Джим Райгил, Рэндалл Уильям Кук        |
| Лучшие визуальные эффекты                                                                | • «Банды Нью-Йорка» — Майкл Оуэнс, Эдвард Хирш, Джон Александер, Р. Брюс Штейнхаймер                 |
| Лучшие визуальные эффекты                                                                | • «Гарри Поттер и Тайная комната» — Ник Дадмен, Ник Дэвис, Джон Ричардсон, Джим Митчелл, Билл Джордж |
| Лучшие визуальные эффекты                                                                | • «Особое мнение» — Майкл Лантьери, Скотт Фаррар, Натан МакГиннесс, Генри ЛаБанта                    |
| Лучшие визуальные эффекты                                                                | • «Человек-паук» — Джон Дайкстра, Скотт Стокдик, Энтони Ламолинара, Джон Фрейзер                     |
| Лучший грим                                                                              | • «Фрида» — Джуди Чин, Беатрис Де Альба и другие…                                                    |
| Лучший грим                                                                              | • «Банды Нью-Йорка» — Манлио Роччетти, Алдо Синьоретти                                               |
| Лучший грим                                                                              | • «Властелин колец: Две крепости» — Питер Оуэн, Питер Кинг, Ричард Тэйлор                            |
| Лучший грим                                                                              | • «Часы» — Ивана Приморак, Конор О’Салливан, Джо Аллен                                               |
| Лучший грим                                                                              | • «Чикаго» — Джордан Сэмюэл, Джуди Купер Сили                                                        |
| Лучший дизайн костюмов                                                                   | • «Властелин колец: Две крепости» — Ричард Тэйлор, Найла Диксон                                      |
| Лучший дизайн костюмов                                                                   | • «Банды Нью-Йорка» — Сэнди Пауэлл                                                                   |
| Лучший дизайн костюмов                                                                   | • «Поймай меня, если сможешь» — Мэри Зофрис                                                          |
| Лучший дизайн костюмов                                                                   | • «Фрида» — Джули Уайсс                                                                              |
| Лучший дизайн костюмов                                                                   | • «Чикаго» — Коллин Этвуд                                                                            |
| Лучшая работа художника-постановщика                                                     | • «Проклятый путь» — Деннис Гасснер                                                                  |
| Лучшая работа художника-постановщика                                                     | • «Банды Нью-Йорка» — Данте Ферретти                                                                 |
| Лучшая работа художника-постановщика                                                     | • «Властелин колец: Две крепости» — Грант Мейджор                                                    |
| Лучшая работа художника-постановщика                                                     | • «Гарри Поттер и Тайная комната» — Стюарт Крэйг                                                     |
| Лучшая работа художника-постановщика                                                     | • «Чикаго» — Джон Майр                                                                               |
| Лучший монтаж                                                                            | • «Город Бога» — Дэниэл Ресенде                                                                      |
| Лучший монтаж                                                                            | • «Банды Нью-Йорка» — Тельма Скунмейкер                                                              |
| Лучший монтаж                                                                            | • «Властелин колец: Две крепости» — Майкл Хортон                                                     |
| Лучший монтаж                                                                            | • «Часы» — Питер Бойл                                                                                |
| Лучший монтаж                                                                            | • «Чикаго» — Мартин Уолш                                                                             |
| Лучший звук                                                                              | • «Чикаго» — Майкл Минклер, Доминик Тавелла и другие…                                                |
| Лучший звук                                                                              | • «Банды Нью-Йорка» — Том Флайшман, Филип Стоктон и другие…                                          |
| Лучший звук                                                                              | • «Властелин колец: Две крепости» — Дэвид Фармер, Майк Хопкинс и другие…                             |
| Лучший звук                                                                              | • «Гарри Поттер и Тайная комната» — Джон Миджли, Рэй Мэррин и другие…                                |
| Лучший звук                                                                              | • «Пианист» — Жан-Мари Блодель, Дин Хамфрис, Жерар Харди                                             |
| Лучший анимационный короткометражный фильм                                               | • Fish Never Sleep — Гаэль Дени                                                                      |
| Лучший анимационный короткометражный фильм                                               | • The ChubbChubbs! — Джеки Барнбрук, Эрик Аристронг, Джефф Волвертон                                 |
| Лучший анимационный короткометражный фильм                                               | • The Dog Who Was A Cat Inside — Эндрю Рухманн, Сиан Рис, Сири Мелкор                                |
| Лучший анимационный короткометражный фильм                                               | • Sap — Люси Венигерова, Хайн Жу Ким                                                                 |
| Лучший анимационный короткометражный фильм                                               | • Wedding Espresso — Джонатан Бэйрстоу, Сандра Энсби, Лесли Глейстер                                 |
| Лучший короткометражный фильм                                                            | • My Wrongs 8245-8249 And 117 — Марк Херберт, Крис Моррис                                            |
| Лучший короткометражный фильм                                                            | • Bouncer — Наташа Карлиш, Софи Морган, Майкл Бэйг-Клиффорд, Джефф Томпсон                           |
| Лучший короткометражный фильм                                                            | • Candy Bar Kid — Бенджамин Джонс, Шан Хан,                                                          |
| Лучший короткометражный фильм                                                            | • Good Night — Сун Юн Чун, Йоав Фактор                                                               |
| Лучший короткометражный фильм                                                            | • The Most Beautiful Man in the World — Хью Уэлшман, Алисия Даффи                                    |
| Лучший короткометражный фильм                                                            | • Rank — Эндрю О’Коннелл, Дэвид Йейтс, Робби МакКаллум                                               |
| Премия им. Карла Формана за лучший дебют британского сценариста, режиссёра или продюсера | • «Воин» — Азиф Кападиа (режиссёр, сценарист)                                                        |
| Премия им. Карла Формана за лучший дебют британского сценариста, режиссёра или продюсера | • «Двойная бухгалтерия Кристи Малри» — Саймон Бент (сценарист)                                       |
| Премия им. Карла Формана за лучший дебют британского сценариста, режиссёра или продюсера | • «Так называемый» — Дункан Рой (режиссёр, сценарист)                                                |
| Премия им. Карла Формана за лучший дебют британского сценариста, режиссёра или продюсера | • «Затерянные в Ла Манче» — Люси Дарвин (продюсер)                                                   |
| Michael Balcon Award за вклад в развитие британского кинематографа                       | • Дэвид Томблин — продюсер, ассистент режиссёра                                                      |
| Michael Balcon Award за вклад в развитие британского кинематографа                       | • Майкл Стивенсон — режиссёр, ассистент режиссёра                                                    |
| BAFTA Academy Fellowship Award                                                           | • Саул Зейнц — продюсер                                                                              |
| BAFTA Academy Fellowship Award                                                           | • Дэвид Джейсон — актёр                                                                              |